# Teréz Karacs
Teréz Karacs (n. 18 aprilie 1808, Pesta, Regatul Ungariei – d. 7 octombrie 1892, Bichiș, Békés, Ungaria) a fost o scriitoare maghiară, pedagogă, memorialistă și activistă pentru drepturile femeilor. Ea a fost o imagine de frunte la începutul mișcării feministe din Ungaria, precum și în mișcarea generală a reformei sociale, și o celebră scriitoare contemporană din Ungaria. O pionieră a educației femeilor, a fost fondatoarea Școlii de Gramatică Zrínyi Ilona, în partea de nord-est a Ungariei.

## Biografie
Karacs s-a născut în Budapesta, pe 18 aprilie 1808. Mama ei, Eva Takacs, a fost o susținătoare a drepturilor femeii și tatăl ei, Ferenc Karacs, a fost gravor și inginer. Casa acestei familii protestante a fost un loc de întâlnire pentru intelectuali. Teréz a fost al doilea copil din cei șase copii. Ea a urmat clasele primare într-o școală din Pesta, din 1814 la 1819. După aceea, ea a fost autodidactă, deși a trebuit, de asemenea, să aibă grijă de frații ei mai mici. Teréz Karacs a fost în special inspirată de o călătorie de zece luni, pe care a efectuat-o ca adolescentă la Viena în anul 1824.
În secolul al XIX-lea au existat puține scriitoare maghiare care să insiste pe statutul femeii. Începând cu anul 1822 Teréz Karacs a publicat poezii, ghicitori, povestiri și alte scrieri, devenind o bine cunoscută personalitate literară în Ungaria și contribuind, în mod regulat, la revistele literare. În 1838-1844 a lucrat ca menajeră într-o locuință aristocrată, dar în același timp și-a continuat cariera literară. Karacs a devenit o susținătoare a reformei în domeniul drepturilor femeii, asemeni mamei ei. Ca activistă pentru drepturile femeilor, s-a axat pe egalitatea de drepturi educaționale, atât pentru băieți cât și pentru fete, și a susținut că femeile necăsătorite ar trebui să fie autonome profesional.

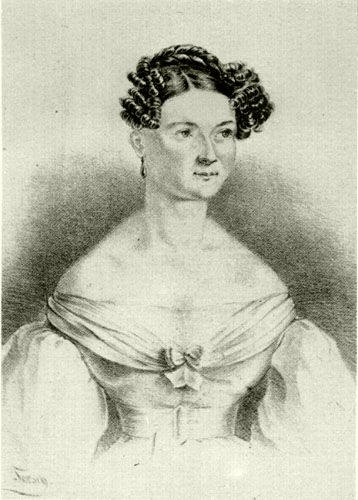
Karacs în 1850

Contesa Blanka Teleki provenea dintr-o familie aristocrată care a avut o moșie în Comitatul Sătmar. Ea a contactat-o pe Karacs și a invitat-o la Budapesta. Teleki a încercat să o convingă să conducă o școală pentru fetele din pătura socială superioară, dar Karacs nu a fost de acord cu abordarea contesei. În ciuda obiecțiilor prezentate, Karacs a ajutat inițiativa contesei Teleki și a propus-o pe Klára Leövey ca directoare a școlii aristocratei.
Între 1846 și 1859 Karacs a reușit să înființeze propria ei școală pentru fete în Miskolc. Școala a avut patru cadre didactice de sex feminin și trei ani de curriculum incluzând maghiara, germana, aritmetica, menajul si cusutul. În această perioadă Karacs a sprijinit comunitatea locală furnizând muncitorilor din Diósgyőr copii cu ziare revoluționare înainte de revoluția de la 1848. A publicat, de asemenea, o colecție de scurte povestiri romantice, în 1853. În 1865-1877 a lucrat ca profesor particular în Budapesta. Reputația ei a dus la a fi invitată pentru a fi tutore la nepotul regelui Louis Philippe. Cu toate acestea Karacs a fost invitată să conducă școala de la Biserica Reformată din Miskolc și ea a devenit directoarea Școlii Primare de Fete Zrínyi Ilona până în 1859.
În 1877 s-a mutat la Kiskunhalas pentru a-și reduce din costuri și pentru a fi mai aproape de rude. În 1880 memoriile ei au fost publicate în reviste de specialitate, dar însoțite de critici. A murit pe 2 octombrie 1892 în Bichiș, Ungaria.

## Moștenire
Școala pe care a fondat-o este încă în funcțiune. În 1993, o biografie a vieții ei a fost publicată. În 1985, o altă școală din Ungaria a luat numele de Karacs Teréz Középiskolai Leánykollégium, după Karacs.